# Улица Закю (Рига)
Улица За́кю (латыш. Zaķu iela — в переводе Заячья) — улица в Латгальском предместье города Риги, в историческом районе Авоты. Начинается от улицы Плявас, пролегает в юго-восточном направлении, проходит через арку жилого дома № 7 и заканчивается перекрёстком с улицей Валмиерас. С другими улицами не пересекается. Общая длина улицы составляет 114 метров, разрешено движение в обоих направлениях. Общественный транспорт не курсирует.
На всём протяжении улица Закю имеет статус жилой зоны. В 2015 году в рамках проекта «Ревитализация Гризинькалнса и прилегающей территории сада Миера» была проведена реконструкция улицы Закю, в том числе восстановлено булыжное покрытие (за исключением асфальтированного участка от дома № 7 до улицы Валмиерас), уложена тротуарная плитка, установлены новые светильники.

## История
Улица Закю возникла около 1880 года. На городском плане 1876 года на месте улицы проходит граница существующей и планируемой застройки, на плане 1885 года улица Закю (нем. Hasenstrasse, рус. Заячья улица) уже подписана. Название улицы никогда не изменялось.

## Застройка
- На улице Закю сохранилась несколько двух- и трёхэтажных деревянных многоквартирных домов конца XIX — начала XX века (дома № 2, 3, 4, 6). Дом № 1 был уничтожен пожаром в мае 2014 года[7].
- Дом № 7 — 5-этажный жилой дом (спецпроект, 1985 г.)[8].
- Дом № 7А (в глубине двора) — бывший доходный дом Херманиса Крицманиса, построен в 1939 г.

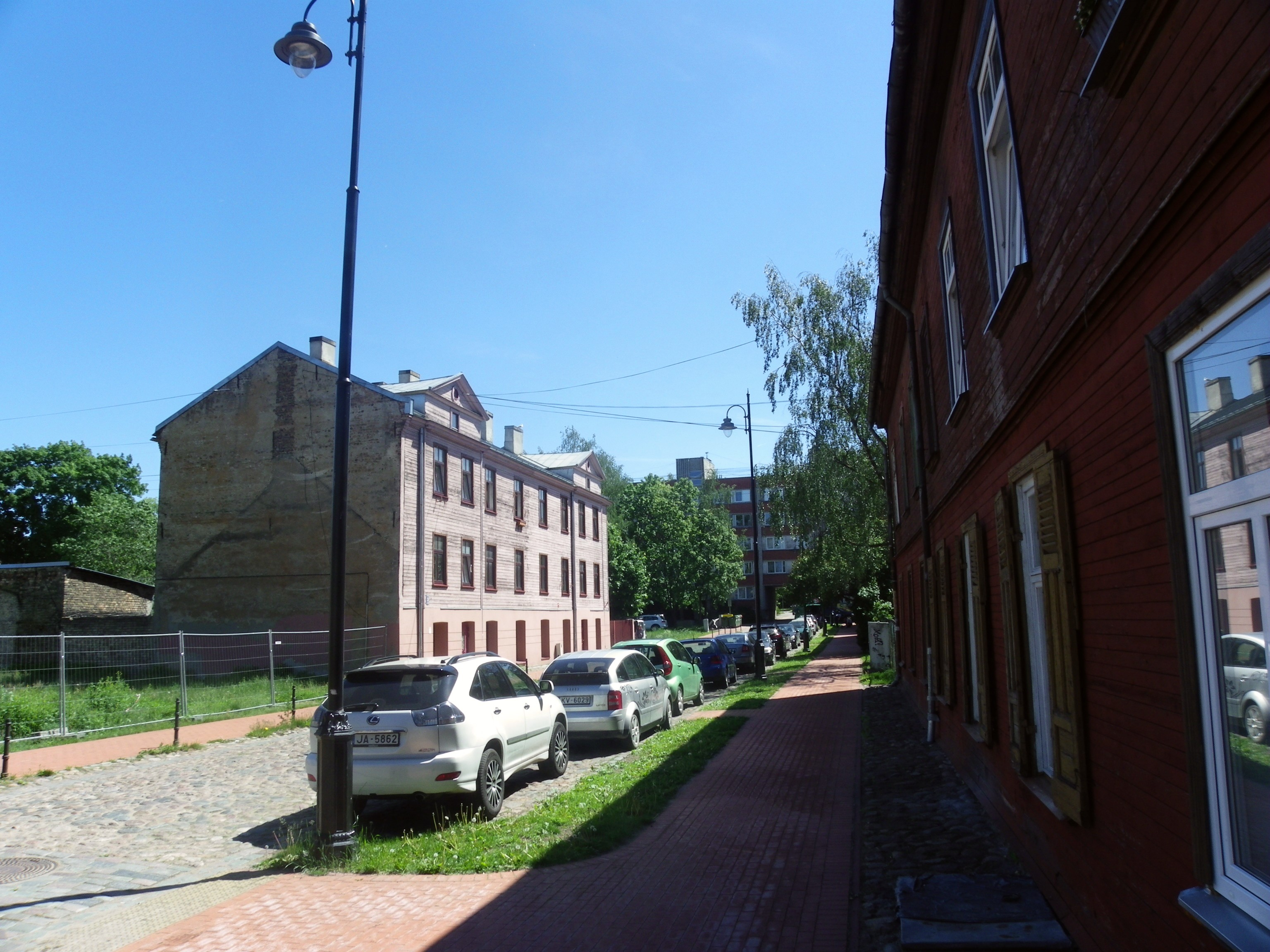
Вид от начала улицы
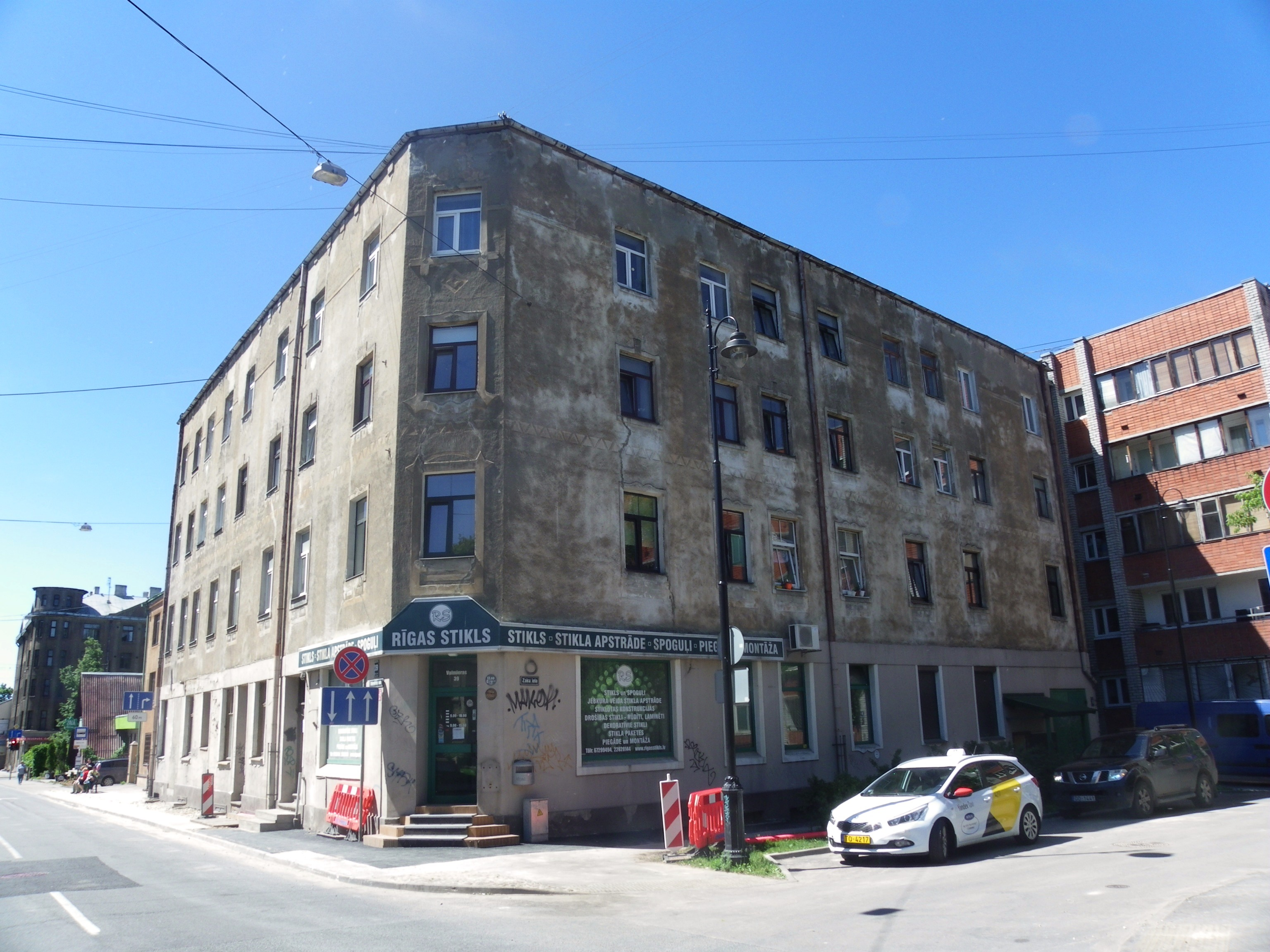
Перекрёсток с ул. Валмиерас